# Torneo Copa de Campeones 2000
El Torneo Copa de Campeones 2000 fue la cuarta y última edición del Torneo Copa de Campeones. Se disputó en la ciudad de Córdoba, Argentina, del 8  al 14 de noviembre de 2000 en el Polideportivo Carlos Cerutti.
Se coronó como campeón el club Estudiantes de Olavarría, por primera vez.

## Desarrollo del torneo
La cuarta edición reunió al último campeón de la Liga Nacional de Básquet, Estudiantes de Olavarría, el tricampeón Ferro Carril Oeste, los campeones Independiente de General Pico, Boca Juniors,  y Peñarol de Mar del Plata, y el equipo local y hexacampeón Atenas de Córdoba.
|  | Primera Jornada  | Primera Jornada  | Primera Jornada |              |    | Semifinales | Semifinales  | Semifinales  |              |                 | Final           | Final   | Final |  |
|  |                  |                  |                 |              |    |             |              |              |              |                 |                 |         |       |  |
|  |                  |                  |                 |              |    |             |              |              |              |                 |                 |         |       |  |
|  |                  |                  |                 |              |    |             |              |              |              |                 |                 |         |       |  |
|  |                  |                  |                 |              |    |             |              |              |              |                 |                 |         |       |  |
|  |                  |                  |                 |              |    |             |              |              |              |                 |                 |         |       |  |
|  |                  | Atenas           | Atenas          | 101          |    |             |              |              |              |                 |                 |         |       |  |
|  |                  |                  |                 | 101          |    |             |              |              |              |                 |                 |         |       |  |
|  |                  |                  | Peñarol         | Peñarol      | 91 |             |              |              |              |                 |                 |         |       |  |
|  | Peñarol          | Peñarol          | Peñarol         | Peñarol      | 91 | 92          |              |              |              |                 |                 |         |       |  |
|  | Peñarol          | Peñarol          |                 |              |    |             |              |              |              |                 |                 |         |       |  |
|  | Ferro            | Ferro            | 83              |              |    |             |              |              |              |                 |                 |         |       |  |
|  | Ferro            | Ferro            | 83              |              |    |             |              |              |              | Estudiantes (O) | Estudiantes (O) | 97      |       |  |
|  |                  |                  |                 |              |    |             |              |              |              | Estudiantes (O) | Estudiantes (O) | 97      |       |  |
|  |                  |                  | Atenas          | Atenas       | 92 |             |              |              |              |                 |                 |         |       |  |
|  |                  |                  | Atenas          | Atenas       | 92 |             |              |              |              |                 |                 |         |       |  |
|  |                  |                  |                 |              |    |             |              |              |              |                 |                 |         |       |  |
|  |                  |                  |                 |              |    |             |              |              |              |                 |                 |         |       |  |
|  |                  | Estudiantes (O)  | Estudiantes (O) | 85           |    |             | Tercer lugar | Tercer lugar | Tercer lugar |                 |                 |         |       |  |
|  |                  |                  |                 | 85           |    |             | Tercer lugar | Tercer lugar | Tercer lugar |                 |                 |         |       |  |
|  |                  |                  | Boca Juniors    | Boca Juniors | 80 |             |              |              |              |                 |                 |         |       |  |
|  | Independiente GP | Independiente GP | Boca Juniors    | Boca Juniors | 80 | 74          |              |              | Boca Juniors | Boca Juniors    | 90              |         |       |  |
|  | Independiente GP | Independiente GP |                 |              |    |             |              |              | Boca Juniors | Boca Juniors    | 90              |         |       |  |
|  | Boca Juniors     | Boca Juniors     | 77              |              |    |             |              |              |              |                 | Peñarol         | Peñarol | 83    |  |
|  | Boca Juniors     | Boca Juniors     | 77              |              |    |             |              |              |              |                 | Peñarol         | Peñarol | 83    |  |
|  |                  |                  |                 |              |    |             |              |              |              |                 |                 |         |       |  |

### Quinto Puesto
| 13 de noviembre  |    |
| Ferro            | 72 |
| Independiente GP | 62 |

Estudiantes de Olavarría

Campeón

1.er título